# El colós en flames
El colós en flames (títol original en anglès: The Towering Inferno) és una pel·lícula estatunidenca dirigida per John Guillermin i Irwin Allen, estrenada el 1974. Ha estat doblada al català.

## Argument
Un incendi es declara en un gegantí gratacel de 138 pisos a San Francisco el dia de la seva inauguració enganxant totes les personalitats presents en la vesprada. El guió posa l'accent sobre la responsabilitat col·lectiva deguda a la bogeria per les grandàries. L'empresari, l'arquitecte i tots els dissenyadors són honrats però les paraules dels bombers els porten a la realitat: no es pot combatre eficaçment un incendi més enllà del setè pis. Tots els que són als pisos superiors són doncs atrapats. L'incendi, causat per una instal·lació elèctrica deficient, s'estén als altres pisos i transforma ràpidament l'immoble de vidre en una verdadera torre infernal. Els 300 invitats es troben entrampats al 135è pis de l'edifici, on tenia lloc la cerimònia. El capità dels bombers, Michael O'Hallorhan, comença llavors una carrera contra rellotge per salvar els invitats.
Les escenes alternen els habitants atrapats als apartaments (els quals moren tots menys una família amb nens i el gat), els membres dels equips d'emergència i els convidats a la festa. Alguns d'aquests poden baixar pels ascensors fins que es queden colgats i han de ser salvats per uns bombers. Altres fan torns a una cadira volant des d'un helicòpter, mitjà que s'avorta quan un atac de pànic la fa caure. Finalment l'única solució és que el capità de bombers i l'arquitecte de la torre facin esclatar uns dipòsits d'aigua per apagar el foc. Alguns convidats més moren en aquesta operació però s'assoleix l'objectiu final.
La pel·lícula ensenya la lluita de les víctimes que desitgen salvar la seva vida, i l'enginy desplegats pel socors per salvar-los. Molt moralitzant, la pel·lícula ensenya també les generositats i els egoismes de cadascun.

## Repartiment
- Paul Newman: Douglas Roberts, l'arquitecte de l'edifici
- Steve McQueen: Michael O'Hallorhan, el coronel dels bombers
- William Holden:: Jim Duncan
- Faye Dunaway: Susan Franklin
- Fred Astaire: Harlee Clairborne
- Susan Blakely: Patty Simmons
- Richard Chamberlain: Roger Simmons
- Jennifer Jones: Lisolette Mueller
- O. J. Simpson: Harry Jernigan
- Robert Vaughn: el senador Gary Parker
- Robert Wagner: Dan Bigelow

## El guió
El guió de la pel·lícula és basat en dues novel·les, The Tower  de Richard Martin Stern i The Glass Inferno , de Thomas N. Scotia i Frank M. Robinson. Com a continuació de l'èxit de  L'aventura del Posidó , la Warner va comprar els drets de The Tower  per a 390.000 dòlars. Vuit setmanes més tard Irwin Allen de la 20th Century Fox va comprar els de The Glass Inferno  per 800.000. Per evitar que les dues pel·lícules entrin en competició al box-office, les dues societats de producció s'han associat per fer una única pel·lícula i han pagat cadascuna la meitat dels costos de producció. Han signat un contracte donant a la Fox les recaptacions de la pel·lícula als Estats Units i a la Warner aquelles arribant de la resta del món.
El guionista Stirling Silliphant va fusionar les dues novel·les per tal de crear el guió. El nom de l'immoble, la Torre de vidre , és una combinació de les tres paraules dels dos títols de les novel·les.
L'escriptura de les dues novel·les es va inspirar en la construcció del World Trade Center al començament dels anys 1970 i al que podria passar si un incendi important esclatés en un gratacel d'aquest gènere.

## Realització

### El rodatge
El rodatge es va desenvolupar del 9 de maig a l'11 de setembre de 1974.
Steve McQueen i Paul Newman fan la majoria de les seves escenes de risc a la pel·lícula. Sobretot Newman que, entre d'altres, baixa i puja ell mateix l'escala trossejada per l'explosió.
L'edifici utilitzat a la pel·lícula és de fet una sèrie de maquetes en miniatura. Només les seccions de l'edifici utilitzades pels actors són reals. L'ascensor panoràmic de  El colós en flames  és un dels del Hyatt Regency Hotel a San Francisco.

### El càsting
Irwin Allen volia en principi donar el paper de l'arquitecte a Steve McQueen. Aquest va insistir per obtenir el de cap dels bombers. El paper de Lisolette Mueller va ser ofert a Olivia de Havilland, però va ser per Jennifer Jones. Va ser el seu últim paper en el cinema.
Steve McQueen i Paul Newman encara que amics, mantenien entre ells una sana rivalitat i sempre havien considerat fer una pel·lícula junts sense aconseguir-ho fins aquí. Després del fracàs a Butch Cassidy and the Sundance Kid, aconseguir associar-los en aquesta pel·lícula de catàstrofes de gran pressupost va necessitar llargs tractes.
McQueen, que tenia encara el record del seu amic Paul Newman, actor principal el 1956 a Somebody Up There Likes Me, quan ell no era més que un modest figurant, no va fer cap concessió. Va exigir d'haver de dir el mateix nombre de línies de diàleg en el guió i que el seu nom tingués més importància en el cartell.

## Anàlisi
Consagrant el gènere de cinema de catàstrofes després del triomf de L'aventura del Posidó (1972),  El colós en flames en representa certament l'exemple més memorable, tant pels seus mitjans colossals (dos grans estudis Fox i Warner, de manera excepcional associats) com pel realisme dels seus efectes especials. Mai les distribuïdores més prestigioses no s'havien unit, de la mateixa manera que els dos actors, llavors els més ben pagats del món, Paul Newman i Steve McQueen, la pel·lícula compta amb la presència de no menys de dotze grans estrelles, totes en papers principals. L'ambiciós projecte aconsegueix també equilibrar el seu relat en un crescendo dramàtic que poques altres pel·lícules del registre aconseguiran igualar.
Traduint simbòlicament un malestar sociològic propi dels anys 1970, la pel·lícula, i les imitacions variades que van seguir, constituiran un preciós filó fins als fracassos ressonants de Airport 80 Concorde (1979) o d'una altra producció de Irwin Allen igualment amb Paul Newman i William Holden: When Time Run Out... (1980).
La paròdia Airplane! (1980) es burla dels clixés del gènere.

## Premis i nominacions

### Premis
- 1975
- Oscar a la millor fotografia
- Oscar al millor muntatge
- Oscar a la millor cançó original per Al Kasha i Joel Hirschhorn, per We may never love like this again.

### Nominacions
- Oscar a la millor pel·lícula
- Oscar al millor actor secundari per Fred Astaire.
- Oscar a la millor direcció artística per William J. Creber, Ward Preston i Raphael Bretton.
- Oscar a la millor banda sonora
- Oscar al millor so per Theodore Soderberg i Herman Lewis.
- Globus d'Or al millor actor secundari per Fred Astaire.
- BAFTA a la millor música
- BAFTA al millor actor secundari per Fred Astaire.